# Xenophage: Alien Bloodsport
Xenophage: Alien Bloodsport is een computerspel voor het platform MS-DOS. Het spel werd uitgebracht in 1995. 